# San Sebastiano alle Catacombe (titolo cardinalizio)
San Sebastiano alle Catacombe (in latino Titulus Sancti Sebastiani ad Catacumbas) è un titolo cardinalizio istituito da papa Giovanni XXIII il 30 dicembre 1960 con la costituzione apostolica Consueverunt Summi Pontifices. Il titolo insiste sulla basilica di San Sebastiano fuori le mura, nel quartiere Ardeatino, sede parrocchiale istituita il 18 aprile 1714.
Dal 24 novembre 2007 il titolare è il cardinale Lluís Martínez Sistach, arcivescovo emerito di Barcellona.

## Titolari
- Ildebrando Antoniutti (24 maggio 1962 - 13 settembre 1973 nominato cardinale vescovo di Velletri)
- Sebastiano Baggio (21 dicembre 1973 - 12 dicembre 1974 nominato cardinale vescovo di Velletri)
- Johannes Willebrands (6 dicembre 1975 - 2 agosto 2006 deceduto)
- Lluís Martínez Sistach, dal 24 novembre 2007